# Szedikert
Szedikert (szlovákul: Záhradné, korábban szlovákul: Sedikert) község Szlovákiában, az Eperjesi kerület Eperjesi járásában.

## Fekvése
Eperjestől 10 km-re északra fekszik.

## Története
A települést 1285-ben IV. László király adománylevele „Scegekerthe” alakban említi először, amikor a korábban helyi nemesek kezén levő falut a nagysárosi ágoston rendi szerzeteseknek adja. A falu eredetileg nem a mai helyen, hanem a Mosurovanka-patak mellett, a mai temető közelében feküdt. Ott állt ősi temploma is, melyet Szent Fülöp és Jakab apostolok tiszteletére szenteltek, de már 1814-ben is csak a romjai látszottak. 1320-ban Szedikert szinyei nemesek birtoka. 1350-ben „Zegekerthy” néven említik. 1427-ben 39 portája adózott. 1574-ig újra az ágoston rendiek birtoka volt. 1787-ben 52 házában 403 lakos élt.
A 18. század végén Vályi András így ír róla: „Szedikert, Szeczikard. Magyar, és orosz falu Sáros Várm. földes Ura Dezsőfy Uraság, lakosai külömbfélék, fekszik Eperjeshez 3/4 mértföldnyire; határja jól termő.”
A 19. században a Dessewffy család birtoka. 1828-ban 70 háza volt 544 lakossal. Lakói többségben zsellérek voltak, akik mezőgazdasággal, juhtenyésztéssel foglalkoztak. A település első iskolája 1850-ben létesült.
Fényes Elek 1851-ben kiadott geográfiai szótárában így ír a faluról: „Szedékerte, tót falu, Sáros vmegyében, Ternyéhez egy órányira: 432 kath., 40 evang., 40 zsidó lak. Termékeny határ. Erdő. F. u. a Dessewffy nemzetség. Ut. p. Bártfa.”
A 19. század végén malom, kőbánya, téglagyár és kerámiagyár is működött a községben. 1920 előtt Sáros vármegye Eperjesi járásához tartozott.
1944. szeptember 2-án bombatámadás érte a községet, melynek 9 halálos áldozata volt.

## Népessége
| Év:            | 1994. | 2004. | 2014.   | 2024.    |
| -------------- | ----- | ----- | ------- | -------- |
| Emberek száma: | 915   | 915   | 983     | 1157     |
| Eltérés:       |       | +0 %  | +7,43 % | +17,70 % |

| Év:            | 2023. | 2024.   |
| -------------- | ----- | ------- |
| Emberek száma: | 1155  | 1157    |
| Eltérés:       |       | +0,17 % |

1910-ben 557, túlnyomórészt szlovák lakosa volt.
2001-ben 926 lakosából 916 szlovák volt.
2011-ben 964 lakosából 930 szlovák.

## Nevezetességei
- Szent István első vértanú tiszteletére szentelt római katolikus temploma 1754-ben épült, 1860-ban neoklasszicista stílusban építették át. Ekkor épült a tornya is. Utolsó átépítésére 1932-ben került sor. Ekkor készült a sekrestye, az új kórus, az orgona és az oltár is.
- A Hétfájdalmú Szűzanya tiszteletére szentelt plébániatemploma 1967 és 1970 között épült.